# Municipio de Bethel (condado de Berks)
El municipio de Bethel (en inglés: Bethel Township) es un municipio ubicado en el condado de Berks en el estado estadounidense de Pensilvania. En el año 2000 tenía una población de 4.166 habitantes y una densidad poblacional de 38.1 personas por km².

## Geografía
El municipio de Bethel se encuentra ubicado en las coordenadas 40°30′03″N 76°22′35″O / 40.50083, -76.37639.

## Demografía
Según la Oficina del Censo en 2000 los ingresos medios por hogar en la localidad eran de $47,015 y los ingresos medios por familia eran $52,115. Los hombres tenían unos ingresos medios de $32,439 frente a los $23,929 para las mujeres. La renta per cápita para la localidad era de $18,116. Alrededor del 6,5% de la población estaban por debajo del umbral de pobreza.